# Pericallia imperialis
Pericallia imperialis är en fjärilsart som beskrevs av Vincenz Kollar 1844. Pericallia imperialis ingår i släktet Pericallia och familjen björnspinnare. Inga underarter finns listade i Catalogue of Life.